# Sherlock Holmes – professor Moriartys sista strid
Sherlock Holmes – professor Moriartys sista strid (engelska: The Adventures of Sherlock Holmes) är en amerikansk mysteriefilm från 1939 i regi av Alfred L. Werker. Filmen är en pastisch på berättelserna och karaktärerna i Arthur Conan Doyles bokserie om Sherlock Holmes. Filmen är en adaptation av pjäsen Sherlock Holmes från 1899 av William Gillette. Filmatiseringen är den andra (den första var Baskervilles hund) i en serie om 14 filmer med Basil Rathbone som Sherlock Holmes och Nigel Bruce som Doktor Watson som hade premiär mellan 1939 och 1946. Det är samtidigt den sista av dessa filmer att produceras av Twentieth Century Fox och den sista filmen i Rathbone/Bruce serien som utspelar sig i den ursprungliga Viktorianska erans London. De kommande 12 filmerna, producerade av Universal Pictures, skulle komma att utspela sig i sin samtid (d.v.s. 1940-talet).

## Rollista i urval
- Basil Rathbone – Sherlock Holmes
- Nigel Bruce – Doktor Watson
- Ida Lupino – Ann Brandon
- George Zucco – Professor Moriarty
- Alan Marshal – Jerrold Hunter
- Terry Kilburn – Billy
- Henry Stephenson – Sir Ronald Ramsgate
- E. E. Clive – Kommissarie Bristol
- Arthur Hohl – Bassick
- Mary Forbes – Lady Conyngham
- Peter Willes – Lloyd Brandon
- Mary Gordon – Mrs. Hudson
- Frank Dawson – Dawes
- George Regas – Matteo
- William Austin – Passerby